# 2,4-Dimethoxyanilin
2,4-Dimethoxyanilin ist eine chemische Verbindung aus der Gruppe der Anisidine.

## Vorkommen
2,4-Dimethoxyanilin wurde als Alarmpheromon in Neamura muscorum nachgewiesen.

## Eigenschaften
2,4-Dimethoxyanilin ist ein brennbarer, schwer entzündbarer, lichtempfindlicher, kristalliner dunkelbrauner Feststoff.

## Verwendung
2,4-Dimethoxyanilin kann als Zwischenprodukt zur Herstellung von anderen chemischen Verbindungen (zum Beispiel 2,4-Dimethoxyphenylsemicarbazonen) verwendet werden.